# Xyridacma achroiaria
Xyridacma achroiaria là một loài bướm đêm trong họ Geometridae.